# Euphlyctis ehrenbergii
Az Euphlyctis ehrenbergii a kétéltűek (Amphibia) osztályának a békák vagy farkatlan kétéltűek (Anura vagy Salientia) rendjéhez, ezen belül a Dicroglossidae családhoz tartozó faj.

## Előfordulása
Az Arab-félsziget vörös-tengeri partvidékének délnyugati sávjában, illetve az indiai-óceáni partok mentén él Szaúd-Arábia és Jemen területén, 2200 méteres tengerszint feletti magasságig. Akármilyen állandó vagy időszakos vízfolyásban képes túlélni és szaporodni. A nagy szárazságok idején a földbe ásva esztiválódik.

## Természetvédelmi helyzete
Rendkívül gyakori faj elterjedési területén, ezért a Természetvédelmi Világszövetség szerint nem fenyegeti veszély.